# Gunfighter Ballads and Trail Songs
Albums de Marty Robbins
Marty's Greatest Hits
(1959) More Gunfighter Ballads and Trail Songs
(1960)
Gunfighter Ballads and Trail Songs est un album de Marty Robbins, sorti en 1959.

## L'album
Il atteint la 6e place du Billboard 200 et est certifié disque d'or par RIAA en 1965. 
Le titre El Paso qui atteint la 1re place des charts permet à l'album de remporter le Grammy Award du meilleur enregistrement country de l'année 1960. 
L'album fait partie des 1001 albums qu'il faut avoir écoutés dans sa vie. 

### Titres
Tous les titres sont de Marty Robbins, sauf mentions. 

### Face A
1. Big Iron (3:56)
2. Cool Water (Bob Nolan) (3:09)
3. Billy the Kid (traditionnel) (2:19)
4. A Hundred and Sixty Acres (David Kapp) (1:40)
5. They're Hanging Me Tonight (James Low, Art Wolpert) (3:05)
6. The Strawberry Roan (traditionnel) (3:25)

### Face B
1. El Paso (4:19)
2. In the Valley (1:48)
3. The Master's Call (3:05)
4. Running Gun (Tompall Glaser, Jim Glaser) (2:10)
5. The Little Green Valley (Carson Robison) (2:26)
6. Utah Carol (traditionnel) (3:13)

## Musiciens
- Marty Robbins : chant, guitare
- Grady Martin, Jack Pruett : guitares
- Bob Moore: basse
- Louis Dunn : batterie
- Tompall & the Glaser Brothers : chœurs